# Freddy Loix

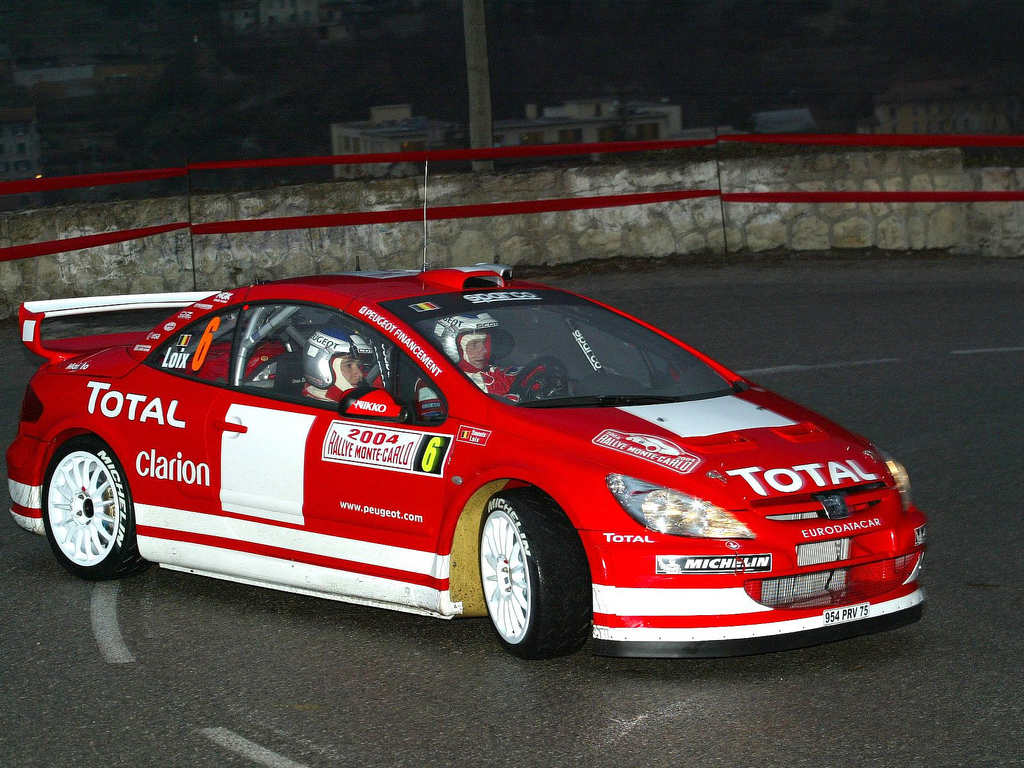
Loix w Peugeocie 307 WRC

Freddy Loix (ur. 10 listopada 1970 w Tongeren) – belgijski kierowca rajdowy, były uczestnik Rajdowych Mistrzostw Świata, od 2006 roku startuje w serii IRC. Loix zyskał wśród kibiców przydomek "Fast Freddy" (ang. "Szybki Freddy").

## Przebieg kariery
W 1985 roku rozpoczął ściganie się w kartingu. W 1990 roku kupił swój pierwszy samochód rajdowy, Lancię Deltę grupy N, wkrótce potem zakupił Mitsubishi Galanta, również grupy N.
W 1993 został kierowcą Opla Astry GSi w zespole Marlboro World Championship Team. W tym samym roku zadebiutował w Rajdowych Mistrzostwach Świata. W Rajdzie San Remo zdobył dwa punkty i zajął drugie miejsce w klasie A7. W 1996 roku rozpoczął starty Toyotą Celiką z napędem na cztery koła, zdobył wtedy 24 punkty, co zapewniło mu ósmą pozycję w klasyfikacji generalnej. Od Rajdu San Remo 1997 jeździł Toyotą Corollą WRC. W tym rajdzie prowadził, ale wyeliminowała go awaria samochodu. W 1999 roku startował Mitsubishi Lancerem Evo VI. Podczas Rajdu Safari miał groźny wypadek, mimo to w sezonie tym czterokrotnie zdobył czwarte miejsce. W 2002 roku podpisał kontrakt z Hyundaiem. Jednakże Hyundai Accent WRC okazał się być niezbyt udaną konstrukcją i Loix zdobył tylko 1 punkt. Karierę w Mistrzostwach Światach zakończył po sezonie 2004.
W 2006 roku rozpoczął starty w nowej rajdowej serii Intercontinental Rally Challenge. Do 2010 roku w sumie odniósł sześć zwycięstw w rajdach zaliczanych do tego cyklu. W sezonie 2011 kontynuuje starty w IRC za kierownicą Škody Fabii S2000.

### Statystyki kariery w Rajdowych Mistrzostwach Świata
| sezon | zespół                                                   | samochód                                          | pilot          | punkty | miejsce |
| ----- | -------------------------------------------------------- | ------------------------------------------------- | -------------- | ------ | ------- |
| 1993  | Opel Team Belgium                                        | Opel Astra GSI 16V                                | Johnny Vranken | 2      | 55      |
| 1996  | H.F. Grifone Toyota Team Belgium                         | Toyota Celica GT-Four                             | Sven Smeets    | 24     | 8       |
| 1997  | Marlboro Toyota Castrol Team Belgium Toyota Castrol Team | Toyota Celica GT-Four Toyota Corolla WRC          | Sven Smeets    | 8      | 9       |
| 1998  | Marlboro Toyota Castrol Team Belgium                     | Toyota Celica GT-Four Toyota Corolla WRC          | Sven Smeets    | 13     | 8       |
| 1999  | Marlboro Mitsubishi Ralliart                             | Mitsubishi Carisma GT Evo 6                       | Sven Smeets    | 14     | 8       |
| 2000  | Marlboro Mitsubishi Ralliart                             | Mitsubishi Carisma GT Evo 6                       | Sven Smeets    | 4      | 15      |
| 2001  | Marlboro Mitsubishi Ralliart                             | Mitsubishi Carisma GT Evo 6 Mitsubishi Lancer WRC | Sven Smeets    | 9      | 13      |
| 2002  | Hyundai Castrol WRT                                      | Hyundai Accent WRC                                | Sven Smeets    | 1      | 17      |
| 2003  | Hyundai Castrol WRT                                      | Hyundai Accent WRC                                | Sven Smeets    | 1      | 17      |
| 2003  | Hyundai World Rally Team Marlboro Peugeot Total          | Hyundai Accent WRC Peugeot 206 WRC                | Sven Smeets    | 4      | 13      |
| 2004  | Marlboro Peugeot Total                                   | Peugeot 307 WRC                                   | Sven Smeets    | 9      | 10      |

#### Sukcesy
- Starty: 86
- Zwycięstwa: 0
- Miejsca na podium: 3
- Wygrane oesy: 34
- Punkty: 88